# حزب مرز پرگهر
حزب مرز پرگهر در هفدهم تیر ماه ۱۳۷۷ با دبیر کلی روزبه فراهانی پور تأسیس شد. این حزب در جریان تظاهرات پس از ۱۸ تیر ماه ۱۳۷۸ فعال بود که این فعالیت منجر به دستگیری مؤسسان و هیئت مرکزی حزب در ۲۳ تیرماه گردید.
اعضای دستگیر شده این حزب در تظاهرات‌های پس ازحمله به کوی دانشگاه تهران (۱۸ تیر ۱۳۷۸) عبارت بودند از :روزبه فراهانی‌پور، حسن قدیانی، داود احمدی مونس، مهدی زحمتکش، افشین تاجیان، مریم رئیس دانا، فروغ بهمن‌پور، مریم تادی، فریبا کلاهی و آناهیتا نجفی. بازداشت شدگان حزب مرز پرگهر به زندان توحید منتقل شدند.
در جریان دستگیری دبیرکل حزب مرز پرگهر دو عضو دولت ‌افغانستان (‌ائتلاف شمال) که در جلسه حاضر بودند نیز دستگیر شدند.
وزارت اطلاعات جمهوری اسلامی ایران در اطلاعیه‌های شماره‌های ۵ و ۶ به نقش مؤثر حزب مرز پرگهر و روزبه فراهانی پور در ماجراهای پس از حمله به کوی دانشگاه تهران (۱۸ تیر ۱۳۷۸) اشاره کرده‌است.
این حزب در سال ۱۳۹۱ نام خود را به جنبش پایداری مرز پرگهر تغییر داد.
در گزارش سازمان مرکزی اطلاعات آمریکا اسامی این افراد و نوع فعالیت حزب مرز پرگهر به عنوان یک حزب اپوزیسیون قید شده‌است.
در دهه ۸۰ حزب مرز پر گهر تجمع‌هایی را در برابر سازمان ملل علیه جمهوری اسلامی برگزار کرد.

## نشریات
- جمهوری اسلامی ایران: از بازرگان تا رئیسی[۱۵]
- قتل فروهرها - لس آنجلس- نشر کتاب[۱۶]